# Clamidospora

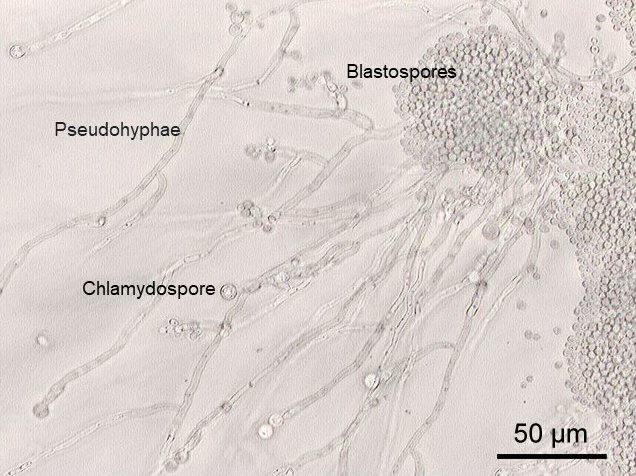
Clamidospore di Candida albicans

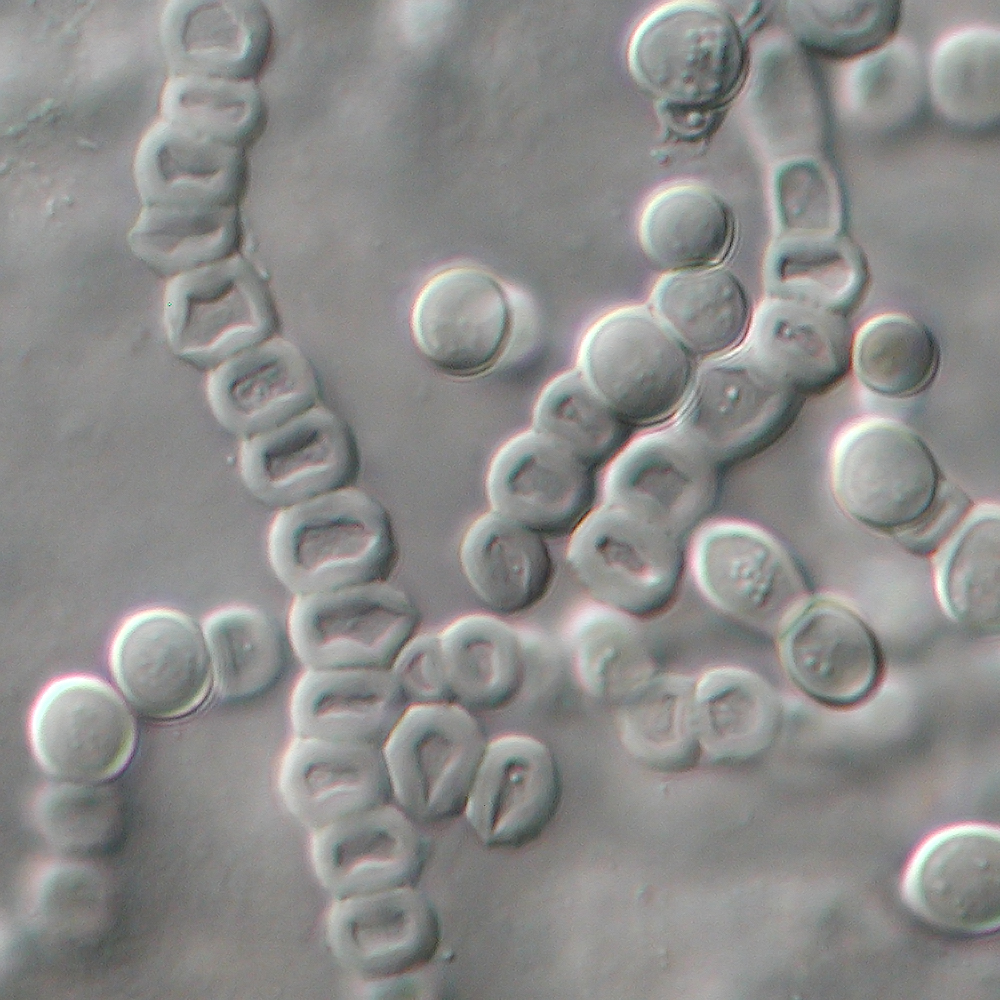
Clamidospore di Trichophyton verrucosum

La clamidospora è una spora dalle pareti spesse di diversi tipi di funghi, tra cui Ascomiceti (come Candida), Basidiomiceti (come Panus) e varie specie Mortierellales. Le teliospore sono un tipo particolare di clamidospore formate da Uredinales e Ustilaginomiceti.
Le clamidospore sono generalmente di colore scuro, sferiche e hanno una superficie liscia. Sono multicellulari, con cellule collegate da pori nei setti tra le cellule.
Sono prodotte per favorire la sopravvivenza della specie in condizioni sfavorevoli ovvero di crisi nutrizionale, come le stagioni secche o calde. Possono essere prodotte attraverso riproduzione asessuata (nel qual caso sono conidi chiamati "clamidoconidi") o attraverso riproduzione sessuata (rara).